# Manuel Larrabeiti
Manuel Larrabeiti Echáburu (Mungia, España; 21 de agosto de 1931-Éibar; 25 de diciembre de 2018) fue un futbolista español que se desempeñaba como centrocampista Jugó para el Eibar Kirol Elkartea, Real Sociedad y Granada CF.

## Clubes
| Club                 | País   | Año       |
| -------------------- | ------ | --------- |
| Eibar Kirol Elkartea | España | 1954-1955 |
| Real Sociedad        | España | 1954-1957 |
| Granada CF           | España | 1957-1963 |